# Electronic Information for Libraries
Electronic Information for Libraries, auch bekannt als eIFL.net, ist eine unabhängige Stiftung mit Sitz in Nieuwegein, die für die Möglichkeit des flächendeckenden Zugangs zu elektronischen Ressourcen durch Bibliotheksnutzer in Transformations- und Entwicklungsländern eintritt. Ihr Hauptaugenmerk liegt auf dem Abschluss finanziell tragbarer Abonnements für E-Journals für Bibliotheken im Bildungs- und Forschungsbereich, während sie aufstrebende Bibliotheksverbünde in den Mitgliedsländern unterstützt. Weitere eIFL.net-Programme und -Dienstleistungen informieren die Mitglieder über allgemeine Themen und Initiativen aus dem Informationsbereich.

## Geschichte
eIFL.net begann 1999 als eine Initiative des Open Society Institute (OSI), einer privaten Förderstiftung, die Teil des Netzwerkes der Soros-Stiftung ist. Das OSI erkannte die Schlüsselrolle, die Bibliotheken beim Austausch von Ideen, Wissen und Informationen sowie bei der Entwicklung Offener Gesellschaften spielen, und investierte insbesondere in den post-sozialistischen Ländern Mittel- und Osteuropas und der ehemaligen Sowjetunion erheblich in die Entwicklung und Modernisierung von Bibliotheken. Mit ihren traditionellen, hoch entwickelten Bildungssystemen, stellten diese Länder neue Märkte für internationale Anbieter wissenschaftlicher Fachinformation dar. Die Zugriffshürden waren wegen geringer finanzieller Mittel, der wenig ausgebildeten technischer Infrastruktur, Kompetenzmangel und vergleichsweise niedrigen Bewusstseins für elektronische Alternativen zu Printabonnements sehr hoch. Dies beraubte viele Bibliotheken der Fülle an internationalen wissenschaftlichen Fachzeitschriften und -Datenbanken sowie der Möglichkeiten der digitalen Technologien.
OSI verschrieb sich der Unterstützung von Bildung und Forschung in Transformationsländern und zielte mit eIFL.net darauf ab, Bibliotheken und ihren Nutzern dabei zu helfen, kostengünstigen Zugang zu wissenschaftlichen Ressourcen zu erlangen. eIFL.net führt im Namen seiner Mitglieder Lizenzverhandlungen mit Verlagen für elektronische Ressourcen. Da der Zugang zu im Internet vorgehaltenen digitalen Materialien mit geringen Kosten für den Anbieter ausgeweitet werden kann, verfolgt OSI die Idee, die Kaufkraft von als Einzelpersonen „armen“ Kunden zu nutzen und länderübergreifende Abschlüsse mit Informationsanbietern für die Bibliotheksverbünde auszuhandeln. eIFL.net wird als Vermittler für die nationalen Bibliotheksverbünde tätig, die für die Eigenwerbung und die Nutzung der elektronischen Ressourcen vor Ort verantwortlich sind. Durch die eiFL.net-Lizenzen haben die Bibliotheken und ihre Nutzer Zugriff auf tausende von wissenschaftlichen E-Journals mit Artikeln im Volltextformat, vom geisteswissenschaftlichen Bereich bis hin zur Zoologie. Darüber hinaus bietet eiFL.net Schulungen und weitere Dienstleistungen an.
Im Jahr 2002 wurde eIFL.net eine in den Niederlanden eingetragene unabhängige Stiftung mit breitgefächerter Finanzierung, die ihren Sitz in Rom hat. eIFL.net ist Mitglied der International Federation of Library Associations and Institutions (IFLA) und der International Coalition of Library Consortia (ICOLC).

## Leitgedanken
Die Grundgedanken, die die Triebfedern der eIFL.nets-Aktivitäten darstellen, können folgendermaßen zusammengefasst werden:
- Zugang zu Information ist für Bildung und Wissenschaft unerlässlich und hat direkten Einfluss auf die Entwicklung von Gesellschaften;
- die vereinigte Verhandlungsmacht von Bibliotheken kann zu einem erschwinglichen und dauerhaften Zugang zu elektronischer Information in Transformationsländern führen;
- die Übertragung von Verantwortung auf Bürger und die Verbreitung der Demokratie sind von einem gleichberechtigten Zugang zu Information und Wissen weltweit abhängig: eIFL.net setzt sich dafür für die Schaffung von fairen Voraussetzungen ein.

## Mitglieder
Das weltweite Netzwerk umfasst 4000 Bibliotheken in 50 Transformations- und Entwicklungsländern von Albanien bis Simbabwe. Es hat Mitglieder in Afrika, Mittel-, Ost- und Südosteuropa, der früheren Sowjetunion, Südostasien und dem Mittleren Osten.
Momentane Mitglieder: Albanien, Armenien, Aserbaidschan, Belarus, Bosnien-Herzegowina, Bulgarien, Eswatini, Kambodscha, Kamerun, China, Kroatien, Ägypten, Estland, Ghana, Georgien, Iran, Lesotho, Jordanien, Kirgisistan, Laos, Lettland, Libanon, Litauen, Mazedonien, Malawi, Mali, Moldawien, Mongolei, Mozambique, Nigeria, Palästina (Gazastreifen und Westjordanland), Polen, Russland, Senegal, Serbien, Slowakei, Slowenien, Südafrika, Sudan, Syrien, Tadschikistan, Uganda, Ukraine, Usbekistan, Sambia und Simbabwe.

## Programmfelder und Aktivitäten
Die beiden Hauptaktivitäten sind die Gründung und Unterstützung von Bibliotheksverbünden in Transformations- und Entwicklungsländern sowie die Hilfe bei der Bereitstellung von elektronischen Ressourcen. Im Laufe der Jahre kamen weitere Programmfelder hinzu.

### Verhandlung über Inhalte und Lizenzierung
Die Verhandlung über Inhalte und die Lizenzierung sind die Eckpfeiler der Tätigkeit. Die Anzahl der Partnerverlage ist im Laufe der Jahre stetig gestiegen und erstreckt sich über alle Fachrichtungen, Zeitschriften und Datenbanken, Referenzquellen sowie neuerdings E-Books. Die eIFL.net-Modelllizenz strebt die fairsten Bedingungen für den Zugang und die Nutzung für die Bibliotheken und ihre Kunden an.

### Verbund-Management und Nachhaltigkeit
Innerhalb dieses Programms werden Schulungen zum Nutzen von Bibliothekskooperationen und zum Ansatz, als Verbund finanzielle Mittel für elektronische Ressourcen aufzubringen, durchgeführt. eIFL.net bietet Leitfäden und Beratungsdienstleistungen zum Thema Verbund-Management mit starker Betonung der Nachhaltigkeit der Verbünde an.

### Unterstützung von „Access to Knowledge“
Es handelt sich hierbei um urheberrechtliche und damit verbundene Fragestellungen.
Ziel dieses Programms ist es, innerhalb der Community der eIFL.net-Bibliotheken die fachliche Kompetenz in Fragen des Urheberrechts für Bibliotheken zu erweitern. Das Programm bietet Schulungen an und schafft im Netzwerk der eIFL.net-Bibliothekare ein stärkeres Bewusstsein für das Thema. Außerdem repräsentiert es eIFL.net in internationalen Politikforen wie der World Intellectual Property Organization (WIPO) und engagierte sich in einer zivilgesellschaftlichen Kampagne von Access to Knowledge (A2K).

### Open-Access-Publishing und Institutional Repositories
Zweck der Stiftung ist es, den Zugang zu elektronischen Ressourcen zu fördern, daher liegt eine Partnerschaft mit der Open-Access-Bewegung nahe. Das Ziel dieses Programms ist es, Schulungen und Wissensaustausch zum Thema „Open Access“ innerhalb der eIFL.net-Community anzubieten. Gleichzeitig unterstützt die Organisation die Schaffung größerer Transparenz hinsichtlich lokal produzierter Inhalte durch die Einrichtung von Institutional Repositories bei führenden Forschungseinrichtungen in den Bibliotheksverbünden.

### Informationstechnologie für Bibliotheken
Die Nutzung proprietärer Software, die von Bibliotheken oft mithilfe einer einmaligen Bezuschussung erworben wird, führt dazu, dass die eiFl.net-Bibliotheken die Lizenz- und Wartungsgebühren nicht finanzieren können und die Systeme veralten. eIFL.net bietet Beratung bei der Anschaffung und Diversifizierung von Bibliothekssoftware an, um die Transparenz und Effizienz der Mitglieder in der vernetzten Welt zu erhöhen und es ihnen möglich zu machen, ihre eigenen Digitalen Bibliotheken zu entwickeln.
eIFL.net gab Studien zum Potenzial von Open-Source-Software (OSS) für Bibliotheken und zu Portallösungen, die die Bedürfnisse und Interessen der Mitglieder befriedigen könnten, in Auftrag.